# Aszur-nirari V
Aszur-nirari V (akad. Aššur-nērārī, tłum. „bóg Aszur jest moją pomocą”) – król Asyrii, syn Adad-nirari III, brat i następca Aszur-dana III; według Asyryjskiej listy królów panować miał przez 10 lat. Jego rządy datowane są na lata 754-745 p.n.e.
Władca bardzo słabo znany. W jednej ze swych inskrypcji Sarduri II, król Urartu, wspomina o swym zwycięstwie nad Aszur-nirari V. Znany jest też fragment kopii traktatu pomiędzy Aszur-nirari V a królem Arpadu.
W 745 r. p.n.e. doszło w stolicy Kalchu do powstania i zamordowania Aszur-nirari V wraz z rodziną. Przewrót pałacowy, który usunął starą dynastię, wyniósł na tron Tiglat-Pilesera III, najzdolniejszego w całym stuleciu władcę państwa nowoasyryjskiego.